# FF Jaro
Maillots
Le FF Jaro est un club de football finlandais basé à Jakobstad.

## Historique
- 1965 : fondation du club

## Palmarès
- Championnat de Finlande de deuxième division
  - Champion : 1988
- Coupe de Finlande
  - Finaliste : 1992, 1999
- Coupe de la Ligue finlandaise
  - Finaliste : 1998